# Meiacanthus
Meiacanthus is een geslacht van straalvinnige vissen uit de familie van naakte slijmvissen (Blenniidae). Het geslacht is voor het eerst wetenschappelijk beschreven in 1943 door Norman.

## Soorten
- Meiacanthus abditus Smith-Vaniz, 1987
- Meiacanthus abruptus Smith-Vaniz & G. R. Allen, 2011
- Meiacanthus anema (Bleeker, 1852)
- Meiacanthus atrodorsalis (Günther, 1877)
- Meiacanthus bundoon Smith-Vaniz, 1976
- Meiacanthus crinitus Smith-Vaniz, 1987
- Meiacanthus cyanopterus Smith-Vaniz & G. R. Allen, 2011
- Meiacanthus ditrema Smith-Vaniz, 1976
- Meiacanthus erdmanni Smith-Vaniz & G. R. Allen, 2011
- Meiacanthus fraseri Smith-Vaniz, 1976
- Meiacanthus geminatus Smith-Vaniz, 1976
- Meiacanthus grammistes (Valenciennes, 1836)
- Meiacanthus kamoharai Tomiyama, 1956
- Meiacanthus limbatus Smith-Vaniz, 1987
- Meiacanthus lineatus (De Vis, 1884)
- Meiacanthus luteus Smith-Vaniz, 1987
- Meiacanthus mossambicus J. L. B. Smith, 1959
- Meiacanthus naevius Smith-Vaniz, 1987
- Meiacanthus nigrolineatus Smith-Vaniz, 1969
- Meiacanthus oualanensis (Günther, 1880)
- Meiacanthus phaeus Smith-Vaniz, 1976
- Meiacanthus procne Smith-Vaniz, 1976
- Meiacanthus reticulatus Smith-Vaniz, 1976
- Meiacanthus smithi Klausewitz, 1962
- Meiacanthus tongaensis (Smith-Vaniz, 1987
- Meiacanthus urostigma Smith-Vaniz, Satapoomin & G. R. Allen, 2001
- Meiacanthus vicinus Smith-Vaniz, 1987
- Meiacanthus vittatus Smith-Vaniz, 1976